# Savignyplatz station
Savignyplatz station är en järnvägsstation för Berlins pendeltåg (S-bahn) och ligger nära Savignyplatz i stadsdelen Charlottenburg, Berlin. Stationen öppnades 1896 och är den yngsta stationen längs centrala järnvägslinjen Berlins stadsbana.

## Bilder

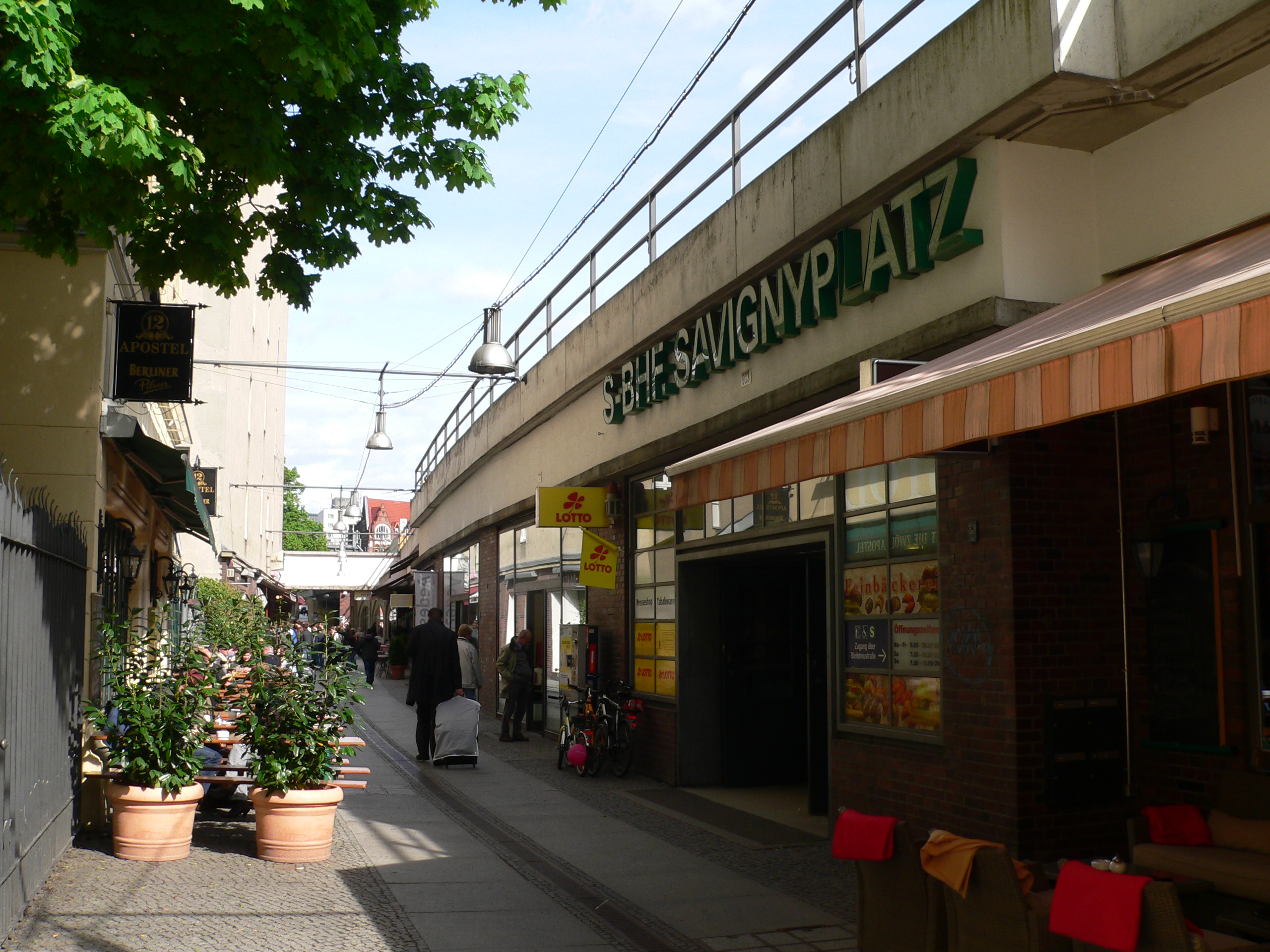
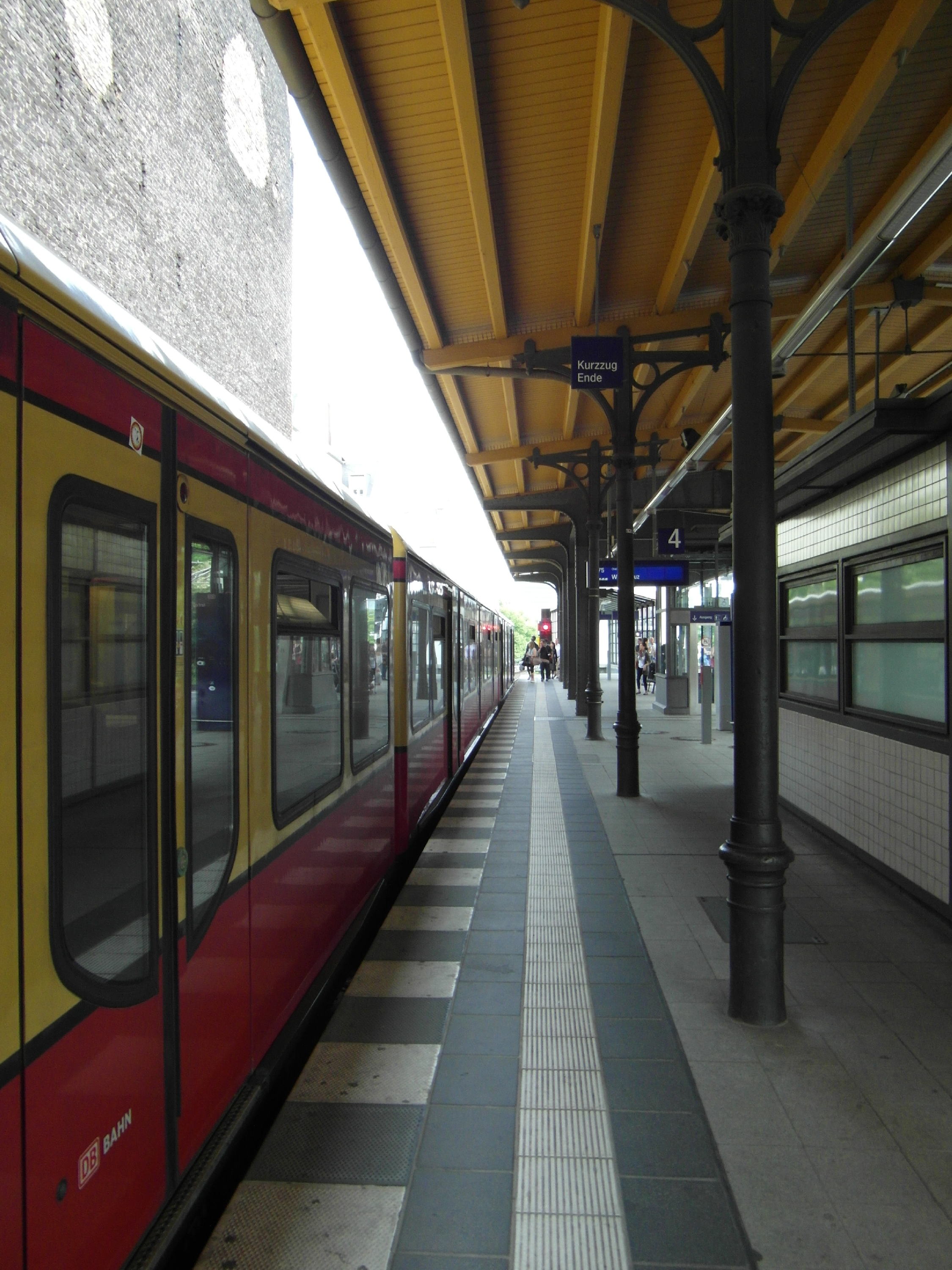
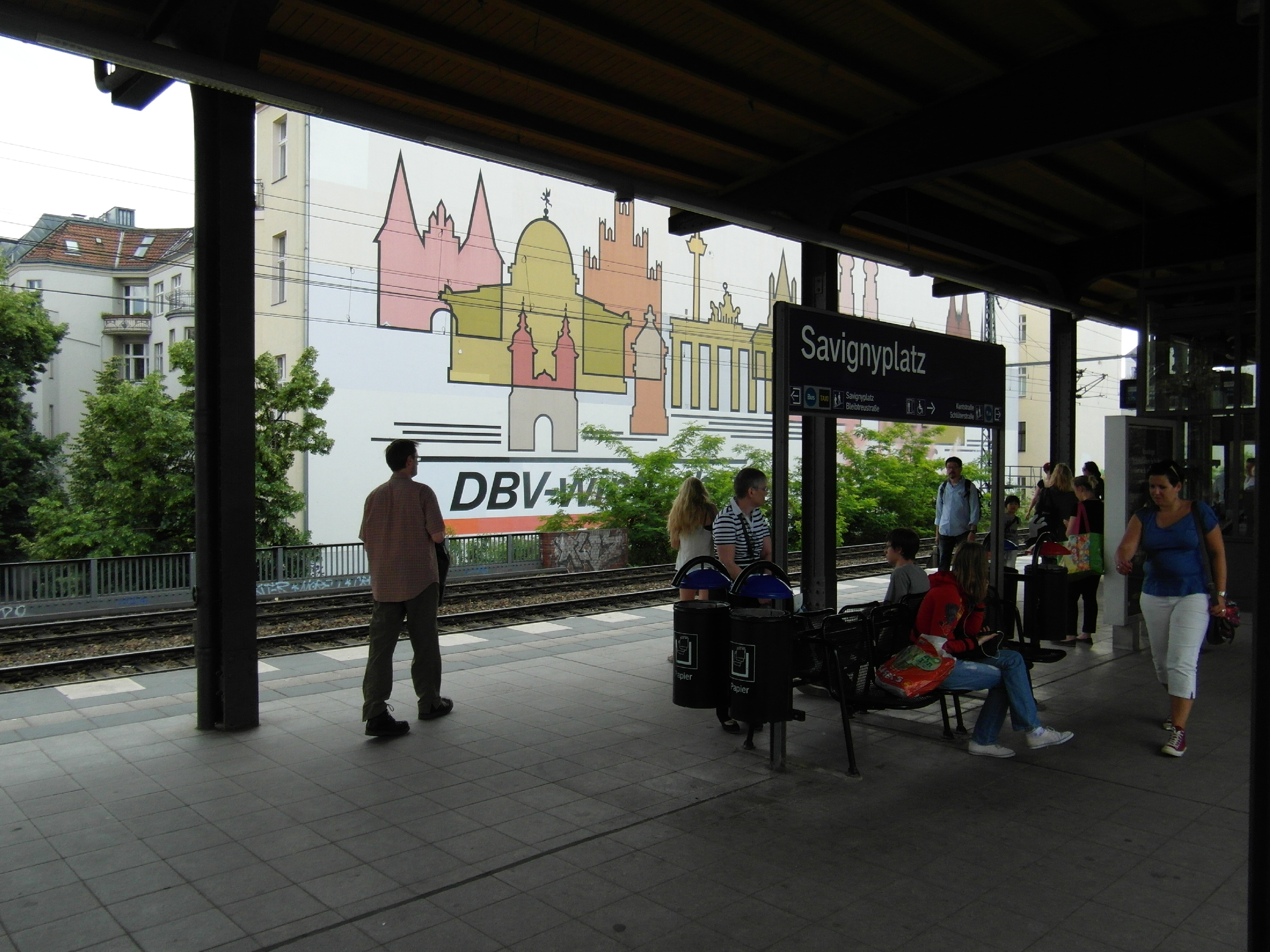
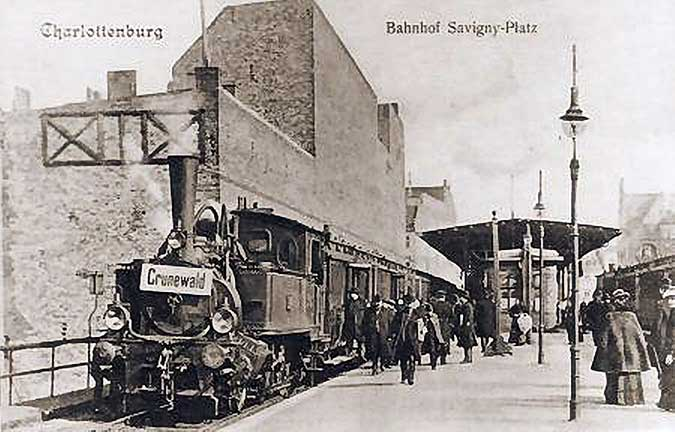
Historisk bild på station Savignyplatz